# Хом'яки (Одинцовський район)
Хом'яки (рос. Хомяки) — село у Одинцовському районі Московської області Російської Федерації.

## Розташування
Село Хом'яки входить до складу міського поселення Кубинка, воно розташовано поруч з Мінським шосе М1, на березі річки Капанки.

## Населення
Станом на 2006 рік у селі проживало 19 осіб.